# Flamenca
Flamenca o Roman de Flamenca és una novel·la anònima occitana, atribuïda sovint a Arnaud de Carcassés, escrita entre 1240 i 1270 al Roergue. Només se'n conserva un fragment de 8.095 versos a Carcassona. L'autor devia ser un clergue, potser relacionat amb la família de Ròcafuèlh i l'abadia de Nant.
Escrita en occità, Flamenca és una història d'amor, un cant a l'alegria de viure, amb una qualitat literària comparable a la de les principals obres de tots els temps, reunint tot el saber eròtic forjat per la tradició trobadoresca. Com les novel·les franceses artúriques del segle xii en què s'emmiralla, Flamenca ofereix cortesia i torneigs, però aquí el repte, l'aventura, és l'amor, l'alliberament i el goig de viure.
L'acció transcorre el 1223-1227 amb personatges reals. Flamenca, una jove de la regió que li dona nom filla del comte Guiu de Nemours, es casa amb el senyor Archambault d'Alvèrnia, però el seu marit la tanca en una torre a Borbon per gelosia. El bell Guillem de Nevers, un jove cavaller dotat de totes les perfeccions, s'enamora de Flamenca per escoltar la seva història: es disfressa de clergue per poder seduir i alliberar la dama reclosa, es tonsura per poder veure-la, de manera que mantenen durant un temps amors clandestins. Després, Guillem marxa a Flandes per adquirir glòria de cavaller, i torna a Borbon en un torneig de Pasqua el 1227. El final de la novel·la s'ha perdut.
El text és d'una mundanitat sorprenent per a l'època: amors en missa sota disfressa de clergue, cosa mai vista en literatura aleshores. Mostra l'adulteri com a càstig per la gelosia. La qualitat de clergue no és obstacle per a l'amor, i descriu el comportament habitual en el segle xiii, però ja no és amor cortesà, sinó amor cavalleresc, més proper a la temàtica de les novel·les de llengua d'oïl, però amb forta influència occitana. Mostra influència de l'Ars Amandi d'Ovidi i del Roman de la Rose de Guillaume de Lorris.
Sovint es considera aquesta obra com la joia de la literatura narrativa occitana i una de les novel·les més valuoses de la literatura europea anterior al Renaixement. Flamenca proporciona una viva i amena diversió, identifica els sentiments dels protagonistes. L'enginy i la desimboltura manen: els amants aconsegueixen vèncer la incomunicació de la dama mitjançant els cèlebres breus diàlegs furtius. Les idees canvien molt, però les emocions són perennes. La novel·la està plena d'elements de romanç, que es mostren amb habilitats estilístiques molt fines: la gelosia, la passió lírica, l'amor cortès, l'esplendor dels cortesans impregnen tota l'obra.
S'ha traduït Flamenca a moltes llengües. Fou traduïda al català per Anton Maria Espadaler i editada per Edicions UB.
El 2018, la cantant catalana de flamenc Rosalia Vila i Tobella s'inspirà en la novel·la per al seu disc titulat El mal querer.